# Emma Kirkby
Dame Carlyn Emma Kirkby (Cambridge, 26 febbraio 1949) è un soprano inglese, specializzata nell'esecuzione di musica rinascimentale e barocca.

## Biografia
Emma Kirkby, figlia del comandante britannico della Royal Navy Geoffrey John Kirkby, ha frequentato la Sherborne School for Girls e quindi il Somerville College presso l'Università di Oxford. Prima di intraprendere la carriera di cantante solista, per la quale non aveva alcun progetto, ha insegnato lingua inglese. Nel frattempo cantava per passione in un coro di musica antica, ma la sua voce dotata di un registro poco esteso non le lasciava immaginare una carriera di cantante professionista. 
Emma è stata uno dei membri fondatori del Taverner Choir, e nel 1973 iniziò la sua lunga attività con il Consort of Musicke. Ella prese parte alle prime registrazioni della Decca Florilegium con il Consort of Musicke e l'Academy of Ancient Music. A quel tempo non esisteva una vocalità di soprano specifica per la musica antica ed Emma dovette studiare la vocalità dei secoli precedenti. In questo le fu di grande aiuto Jessica Cash, insegnante di canto e strumentista con la quale ha svolto gran parte della sua carriera. 
La Kirkby ha costruito collaborazioni di lungo termine con alcuni gruppi di musica da camera e orchestre barocche come London Baroque, Freiburger Barockorchester, L'Orfeo (di Linz) e l'Orchestra of the Age of Enlightenment ma ultimamente anche con alcuni gruppi di recente costituzione come Palladian Ensemble e Florilegium.
Nel 2000 è stata insignita dell'Ordine dell'Impero Britannico.

## Registrazioni
Kirkby ha all'attivo oltre cento registrazioni di diversi generi musicali, dai madrigali di compositori italiani alle musiche del musica rinascimentale|rinascimento inglese, cantate ed oratori dell'era barocca, musiche di Mozart, Haydn e Bach. Fra le incisioni recenti si ricordano Handel: Opera Arias and Overtures 2 per Hyperion, Bach Cantate nuziali per Decca, Bach Cantatas 82a and 199 per Carus; e 4 progetti per BIS: con London Baroque Orchestra; uno di mottetti di Handel, uno di Musiche natalizie di Domenico Scarlatti, Bach e altri; con la Royal Academy Baroque Orchestra la prima registrazione del riscoperto Gloria di Handel e con il Romantic Chamber Group of London, Chanson d'amour: canzone del compositore statunitense Amy Beach, morto nel 1944.
Ancora più recenti sono Classical Kirkby, interpretata con Anthony Rooley, su BIS label, 2002; Cantatas di Cataldo Amodei, BIS, 2004; con Fretwork, canzoni di William Byrd, per Harmonia Mundi, 2005.; Scarlatti Stabat Mater per ATMA, 2006; Honey from the Hive, canzoni di John Dowland, per BIS, 2006: Musique and Sweet Poetrie, per BIS, 2007;
Nel 2007 ha ricevuto l'onorificenza dell'Order of the British Empire.
Il BBC Music Magazine nell'aprile 2007 ha pubblicato una classifica stilata dal pubblico che inseriva Emma Kirkby al 10º posto in una classifica di 20 fra le più grandi soprano. 
Nonostante il grande numero di registrazioni al suo attivo, Emma Kirkby preferisce cantare dal vivo, specialmente insieme con altri suoi colleghi.

## Discografia parziale
- Bach, Coffee Cantata & Peasant Cantata - Academy of Ancient Music/Christopher Hogwood/David Thomas/Emma Kirkby, 1987 Decca
- Bach, Wedding Cantatas - Academy Of Ancient Music Chamber Ensemble/Christopher Hogwood/Emma Kirkby, 1999 Decca
- Buxtehude: Vocal Music, Vol. 1 - Emma Kirkby & Lars Ulrik Mortensen, 2007 Naxos
- Haendel, Utrecht Te Deum/Jubilate - Preston/Hogwood/Nelson, Decca
- Handel, Messiah - Academy of Ancient Music/Carolyn Watkinson/Christopher Hogwood/David Thomas/Emma Kirkby/Judith Nelson/Oxford Choir of Christ Church Cathedral/Paul Elliott, 1980 Decca
- Handel, Italian Cantatas - Emma Kirkby/Academy of Ancient Music/Christopher Hogwood, 1985 Decca
- Marini, Le Lagrime d'Ermina - Emma Kirkby/Nigel Rogers/The Consort Of Musicke/Anthony Rooley, 1979 Decca
- Mozart, Requiem - Hogwood/Rolfe J./Thomas, L'Oiseau-Lyre
- Mozart: Exsultate Jubilate, Motets - Academy of Ancient Music/Academy of Ancient Music Chorus/Choir Of Westminster Cathedral/Christopher Hogwood/Emma Kirkby, 1984 Decca
- Pergolesi, Stabat Mater/Salve Regina - Hogwood/AAM, Decca
- Pergolesi Lotti Caldara, Stabat Mater/Salve Regina - Hogwood/AAM Decca
- Purcell, Arie e canzoni - Hogwood/Rooley/Campbell, L'Oiseau-Lyre
- Vivaldi, Gloria R.589/Stabat Mater - Bowman/Preston, Decca
- The Pure Voice of Emma Kirkby - Academy of Ancient Music/Academy of Ancient Music Chorus/Anthony Rooley/Catherine Mackintosh/Choir of New College, Oxford, Choir of Winchester Cathedral/Christopher Hogwood/Emma Kirkby, 1998 Decca
- Amorous Dialogues - Emma Kirkby/Martyn Hill/The Consort Of Musicke/Anthony Rooley, 2012 Decca
- The Very Best of Emma Kirkby - 2004 Decca
- Kirkby, A Portrait - Emma Kirkby/Academy Of Ancient Music/Christopher Hogwood, 1994 Decca
- Kirkby Sings Handel, Arne, Haydn & Mozart - Academy of Ancient Music/Christopher Hogwood/Emma Kirkby, 1998 Decca
- The Lady Musick - Elizabethan Songs - Emma Kirkby & Anthony Rooley, 1979 Decca
- An Elizabethan Songbook - Emma Kirkby & Anthony Rooley, 1979 Decca

## Riferimenti letterari
Nel romanzo Che tu sia per me il coltello di David Grossman, Emma Kirkby viene citata come voce che risveglia nella co-protagonista Myriam un "misto di felicità e tristezza profondi e pieni" (pag.143, Edizioni Mondadori, MIlano, 2008)